# Karl-Heinz Meyer
Karl-Heinz Meyer (* 9. März 1927 in Braunschweig; † 1996 in Wiesbaden) war ein deutscher Maler, Grafiker und Illustrator.

## Leben

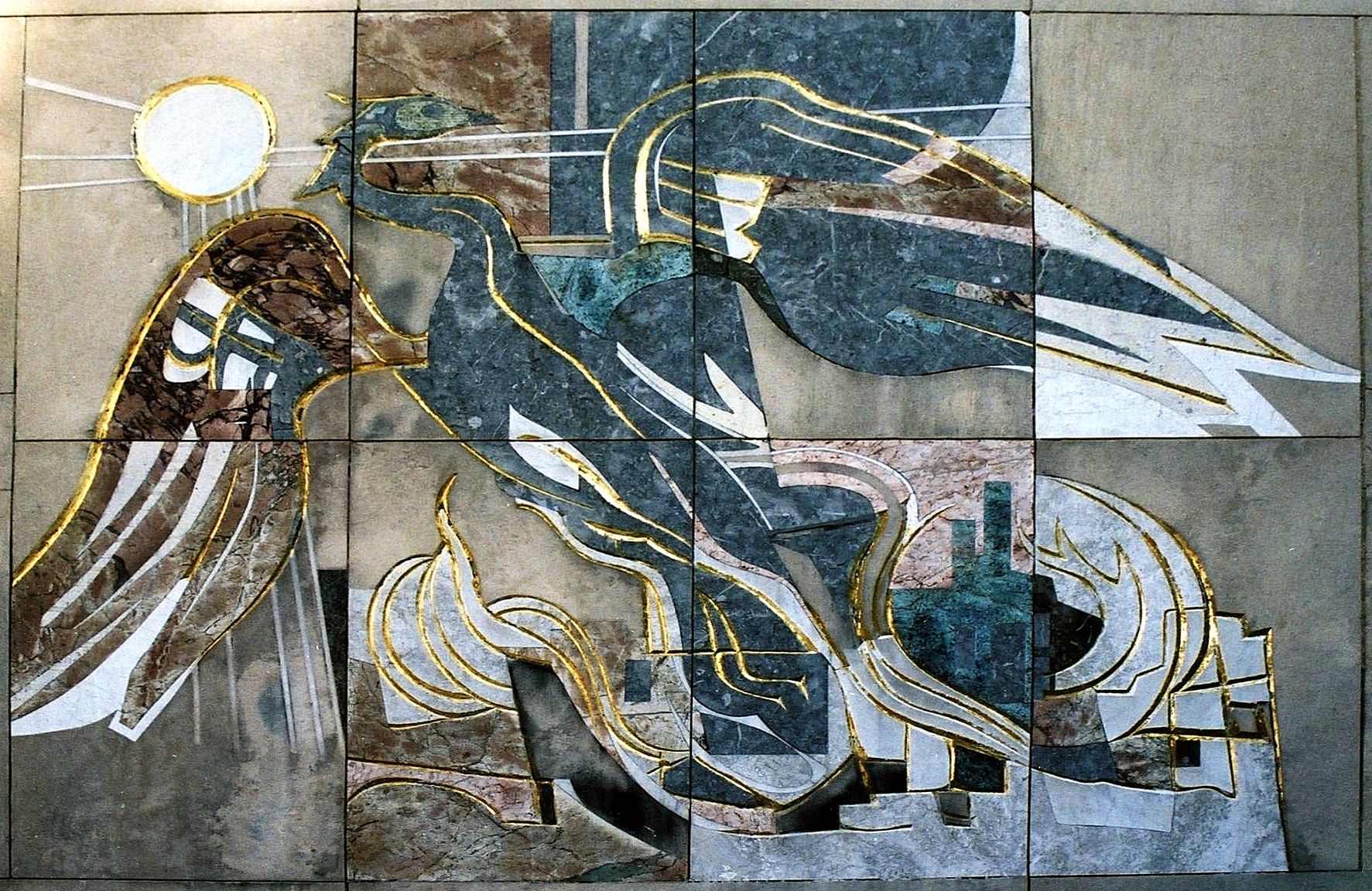
„Phoenix aus der Asche“ von 1959 in Braunschweig

Meyer studierte an der Braunschweiger Werkkunstschule der heutigen Hochschule für Bildende Künste und lehrte dort von 1956 bis 1959 im Bereich Freihandzeichnen und von 1959 bis 1966 unterrichtete er an der Werkkunstschule in Wiesbaden. Von 1966 an unterrichtete er an der Werkkunstschule Bielefeld und später war er Professor im Fachbereich Design und von 1978 bis 1993 Dekan an der Fachhochschule Bielefeld. Später lebte er in Wiesbaden.
Meyer war am 21. Februar 1954 der erste Preisträger des von der Stadt Braunschweig seit dem Jahr vergebenen Rudolf-Wilke-Preises.
Das von Meyer gestaltete Reliefbild Phoenix aus der Asche an der Rückwand des ehemaligen Verwaltungsgerichts erinnert an die Zerstörung der Stadt Braunschweig im Zweiten Weltkrieg und den anschließenden Wiederaufbau. Jedoch ist diese Symbolik ohne eine erklärende Hinweistafel nicht ersichtlich. Daher wurde vom Bezirksrat Innenstadt Braunschweig die Anbringung einer Gedenktafel angeregt.
Als Illustrator war Meyer beispielsweise für die 1955 erschienene Auflage von Ina Seidels „Der verlorene Garten“ tätig.

## Ausstellungen
Einzelausstellungen hatte er ab 1954 beispielsweise beim Kunstverein Braunschweig, im Klingspor-Museum Offenbach, bei den Galerien Holzinger in Wiesbaden, Lübke in Frankfurt, Marzona beim Bielefelder Kunstverein, Jesse in Bielefeld, Querschnitt in Braunschweig, Friedemann in Gütersloh, Vieler & Bänder in Düsseldorf, Klaus Bänder in Düsseldorf, im Athenäum Kopenhagen, im Artstudio Hamburg, in der Neuen Münchner Galerie, im Kulturhistorischen Museum Bielefeld, beim Kunstverein Versmold, Kunstverein Elmshorn, der Galerie am Wall Braunschweig oder beim Kunstverein Niebüll.